# Сарајево дио — Нови Град
Сарајево дио — Нови Град је насељено мјесто у општини Источна Илиџа, град Источно Сарајево, Република Српска, БиХ. Према попису становништва из 2013. у насељу је живјело 3.536 становника.

## Географија
Насељено мјесто Сарајево дио — Нови Град је дио бившег јединственог насељеног мјеста Сарајево дио — Нови Град, који је након потписивања Дејтонског споразума остао у Републици Српској. Насеље је мале површине и налази се у сјеверозападном дијелу општине. Припада мјесној заједници Добриња.
Дијелови насељеног мјеста Сарајево дио — Нови Град:
- Вељине
- Добриња 1
- Добриња 4
- Насеље Старосједилаца
- Соко

## Становништво
Према попису становништва из 1991. године, јединствено насељено мјесто је имало 136.321 становника. Према подацима Агенције за статистику Босне и Херцеговине на попису становништва 2013. године, у општини је пописано 3.536 лица.